# Inlé
Inlé è il terzo ed ultimo album studio dei Fall of Efrafa, pubblicato nel 2009.

## Tracce
1. Simulacrum
2. Fu Inlé
3. Republic Of Heaven
4. Woundwort
5. The Sky Suspended
6. The Warren Of Snares

## Formazione
- Alex Bradshaw - voce
- Neil Kingsbury - chitarra
- Steven McCusker - chitarra
- Michael Douglas - basso
- George Miles - batteria